# سنجر تورسونوف
سنجر أتخاموفيتش تورسونوف ((بالأوزبكية: Sanjar Atham oʻgʻli Tursunov)‏‎، (بالروسية: Санжар Атхамович Турсунов)‏؛ مواليد 29 ديسمبر 1986 في طشقند) هو لاعب كرة قدم روسي وأوزبكستاني كلاعب وسط. يمثّل منتخب أوزبكستان لكرة القدم منذ عام 2010.
لعب في في قطر مع نادي أم صلال ونادي الخريطيات .

## الأهداف الدولية
| 1.                             | 15 نوفمبر 2011 | طشقند، أوزبكستان | طاجيكستان      | 3–0 | فاز   | تصفيات كأس العالم 2014 |
| 2.                             | 7 سبتمبر 2012  | طشقند، أوزبكستان | الكويت         | 3–0 | فاز   | مباراة ودية            |
| 3.                             | 11 سبتمبر 2012 | طشقند، أوزبكستان | كوريا الجنوبية | 2–2 | تعادل | تصفيات كأس العالم 2014 |
| 4.                             | 16 أكتوبر 2012 | الدوحة، قطر      | قطر            | 1–0 | فاز   | تصفيات كأس العالم 2014 |
| صحيحة اعتباراً من 15 أبريل 2016 |                |                  |                |     |       |                        |

## روابط خارجية
- سنجر تورسونوف على موقع الاتحاد الدولي (مؤرشف)  (الإنجليزية)
- سنجر تورسونوف على موقع اتحاد أوكرانيا (الإنجليزية)
- سنجر تورسونوف على موقع دوري كوريا الجنوبية (الإنجليزية)
- سنجر تورسونوف على موقع قاعدة بيانات كرة القدم.إي يو (الإنجليزية)
- سنجر تورسونوف على موقع ناشيونال فوتبول تيمز (الإنجليزية)
- سنجر تورسونوف على موقع Soccerway.com (الإنجليزية)
- سنجر تورسونوف على موقع عالم كرة القدم.نت (الإنجليزية)